# Xanthomima plumbeomargo
Xanthomima plumbeomargo là một loài bướm đêm trong họ Geometridae.